# La Martha coneix en Frank, en Daniel i en Laurence
La Martha coneix en Frank, en Daniel i en Laurence (Martha, Meet Frank, Daniel and Laurence) és una pel·lícula britànica de Nick Hamm estrenada l'any 1998.

## Argument
Una estatunidenca, que ha decidit abandonar el seu país, el seu amic i el seu treball sense interès, va a Londres a començar una nova vida.
Es abordada consecutivament per tres homes el primer dels quals és un productor musical d'èxit però sense nivell cultural, el segon és un actor perdudament egocèntric, i l'últim ės un professor de bridge una mica més astut que els dos precedents.
Quina no serà la seva sorpresa d'assabentar-se que aquestes tres desconeguts són amics de tota la vida i companys d'infantesa!
El professor de bridge, el seu favorit, serà ajudat per un "psicòleg" d'alta volada; però l'hàbit no fa el monjo.

## Repartiment
- Monica Potter: Martha
- Rufus Sewell: Frank
- Joseph Fiennes: Laurence
- Tom Hollander: Daniel
- Ray Winstone: Pedersen
- Debora Weston: Passager de primera
- Jan Pearson: soci de Daniel
- Steven O'Donnell: Oficial d'informació
- Rebecca Craig: Gillian
- Geoffrey McGivern: Agent de viatges
- Hamish Clark: oficial d' Icelandair
- Lorelei King: hostessa d'US Ground
- Steve Speirs: taxista
- Rob Brydon: Xofer de bus

## Crítica
- Martha es fa irresistible"[3]
- "Comèdia eficaç, encara que una miqueta rutinària. Es veu sense dificultat i amb una actriu (Potter) d'indubtable magnetisme"[4]